# SLOGA
SLOGA - Platforma nevladnih organizacij za razvoj, globalno učenje in humanitarno pomoč (ang. Slovenian Global Action) je slovensko združenje nevladnih organizacij, ustanovljeno leta 2006.
Danes povezuje okoli 40 nevladnih organizacij. Zavzema se za trajnostni razvoj in socialno enakost.

## Zgodovina
Platformo SLOGA so ustanovili Društvo - Afriški Center, Društvo prijateljev zmernega napredka, Interes - kulturno umetniško športno izobraževalno društvo mladih Ljubljana, Društvo Humanitas - Center za globalno učenje in sodelovanje, Novi paradoks - slovensko društvo za kakovost življenja, Slovenska filantropija - Združenje za promocijo prostovoljstva, Zavod eko-globalnega partnerstva, Zavod za svetovanje in izmenjavo izkušenj, Ekvilib Inštitut, zavod, Inštitut za afriške študije, Zavod za razvijanje in promocijo kulturne, gospodarske ter znanstveno-raziskovalne dejavnosti in sodelovanje, Mirovni inštitut, VITRA Center za uravnotežen razvoj in Združenje krščanskih poslovnežev Slovenije.

## Vodstvo
Direktor platforme je Max Zimani. Vodja zagovorništva je Marjan Huč. Vodja področja za globalno učenje je Patricija Virtič. Predsednica 5-članskega Sveta platforme je Živa Kavka Gobbo.